# 県道166号 (台湾)
県道166号（けんどう166ごう）は、嘉義県東石郷から同県梅山郷瑞里を結ぶ、全長81.311kmで、今の台湾で第三長い県道である。県道157号と台3線のそれぞれと重複区間がある。また、「瑞水公路（ずいすいこうろ）」の別称で呼ばれる。

## 通過する自治体
- 嘉義県
  - 東石郷
  - 六脚郷
  - 新港郷
  - 民雄郷
  - 竹崎郷
  - 梅山郷

## 接続する道路
- 県道168号
- 台61線（インターチェンジ）
- 台17線
- 台19線
- 県道157号
- 県道157号
- 台37線
- 県道159号
- 台1線
- 国道3号（インターチェンジ）
- 台3線
- 台3線
- 県道162甲線

## 施設
- 東石一インターチェンジ
- 月眉國小学校
- 秀林國小学校
- 竹崎インターチェンジ
- 龍山国小学校
- 龍山国小学校金獅分校
- 瑞里国小学校